# 吉田川 (郡上市)
吉田川（よしだがわ）は、木曽川水系の一級河川。岐阜県郡上市を流れる。長良川・揖斐川を経て伊勢湾に至る木曽川の3次支川。
1986年に「岐阜県の名水50選」に認定されている。

## 流路
岐阜県郡上市明宝と高山市荘川町の境である、烏帽子岳ないし山中峠（めいほうスキー場）付近に源を発し、郡上市八幡町有坂で長良川に合流する。この川の由来は、現在の郡上市八幡町初納吉田の小洞山に城を築いて住んだという、吉田太丸左衛門の名前を伝えたものという。
国道472号は吉田川との並行区間が多く、坂本大橋・大村橋・三原橋・長尾橋・明方橋・明宝大橋・神谷橋・八幡大橋などが架かる。国道472号は別名「せせらぎ街道」と呼ばれ、紅葉の名所である。
支流には気良川、寒水川、犬啼谷、赤谷川、乙姫川（名広川）、小駄良川などがある。

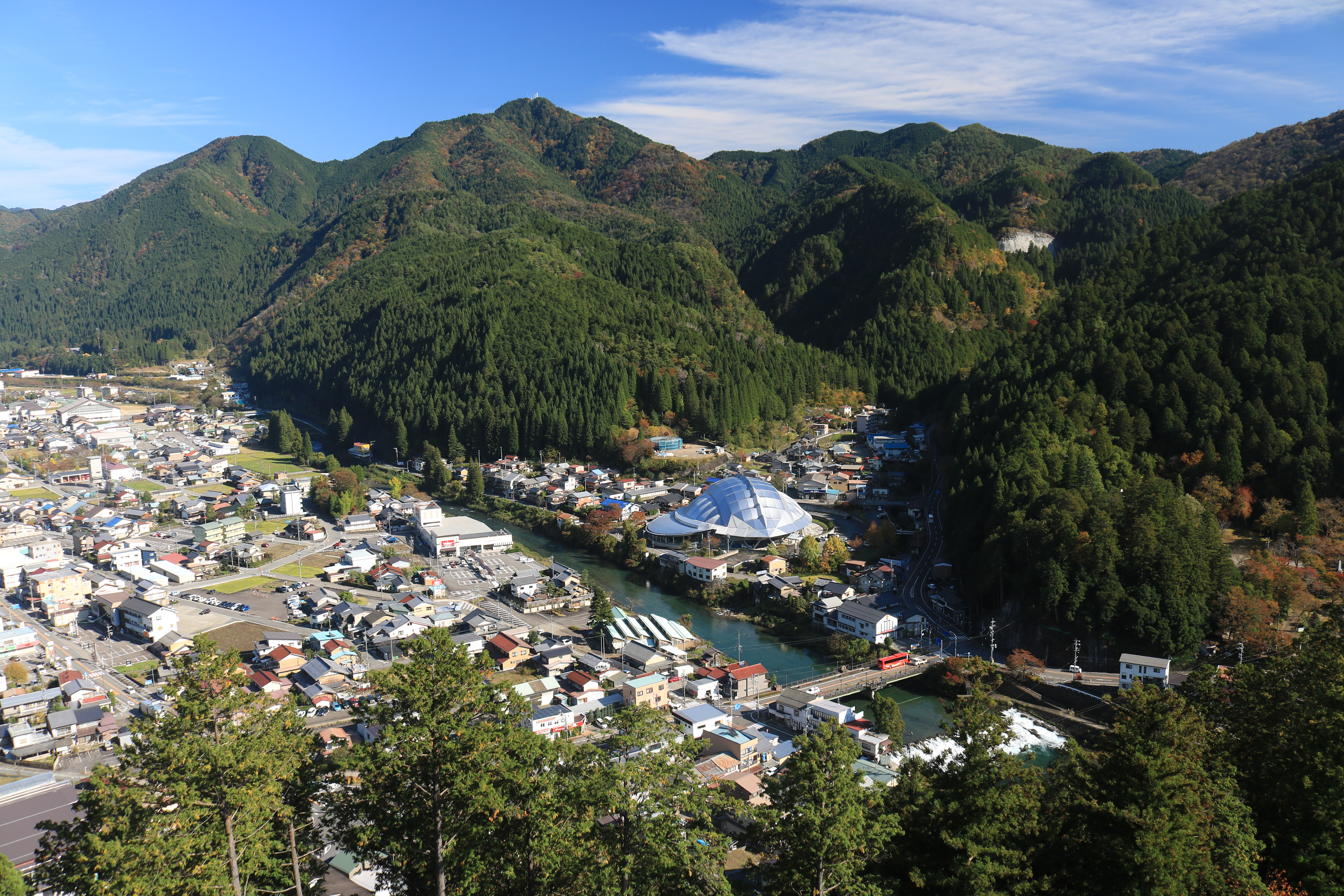
郡上八幡城から望む郡上市八幡地域の中心市街地を流れる吉田川の下流域
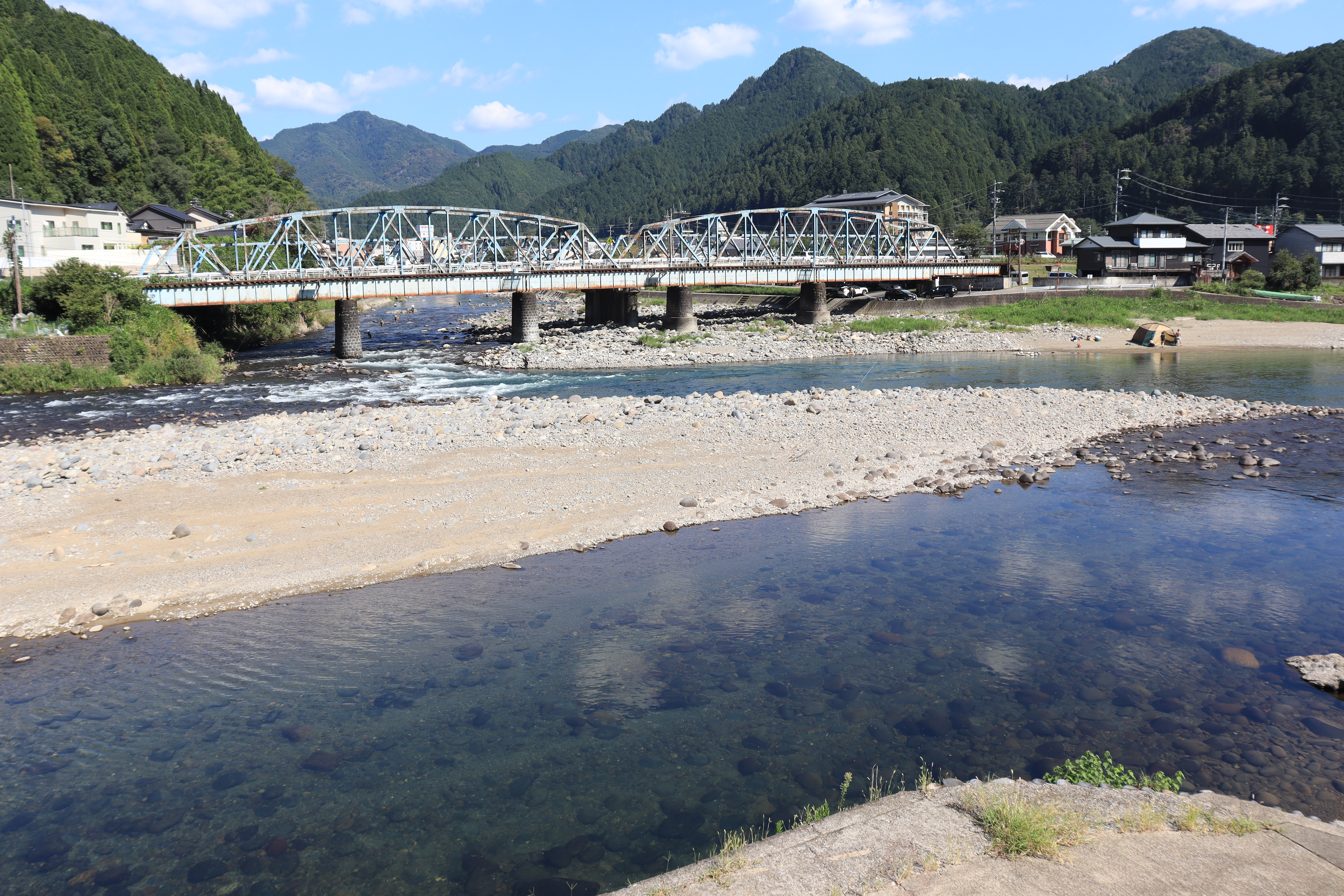
国道156号の郡上大橋が架かる本流の長良川への合流部

## 文化

### 鯉のぼりの寒ざらし

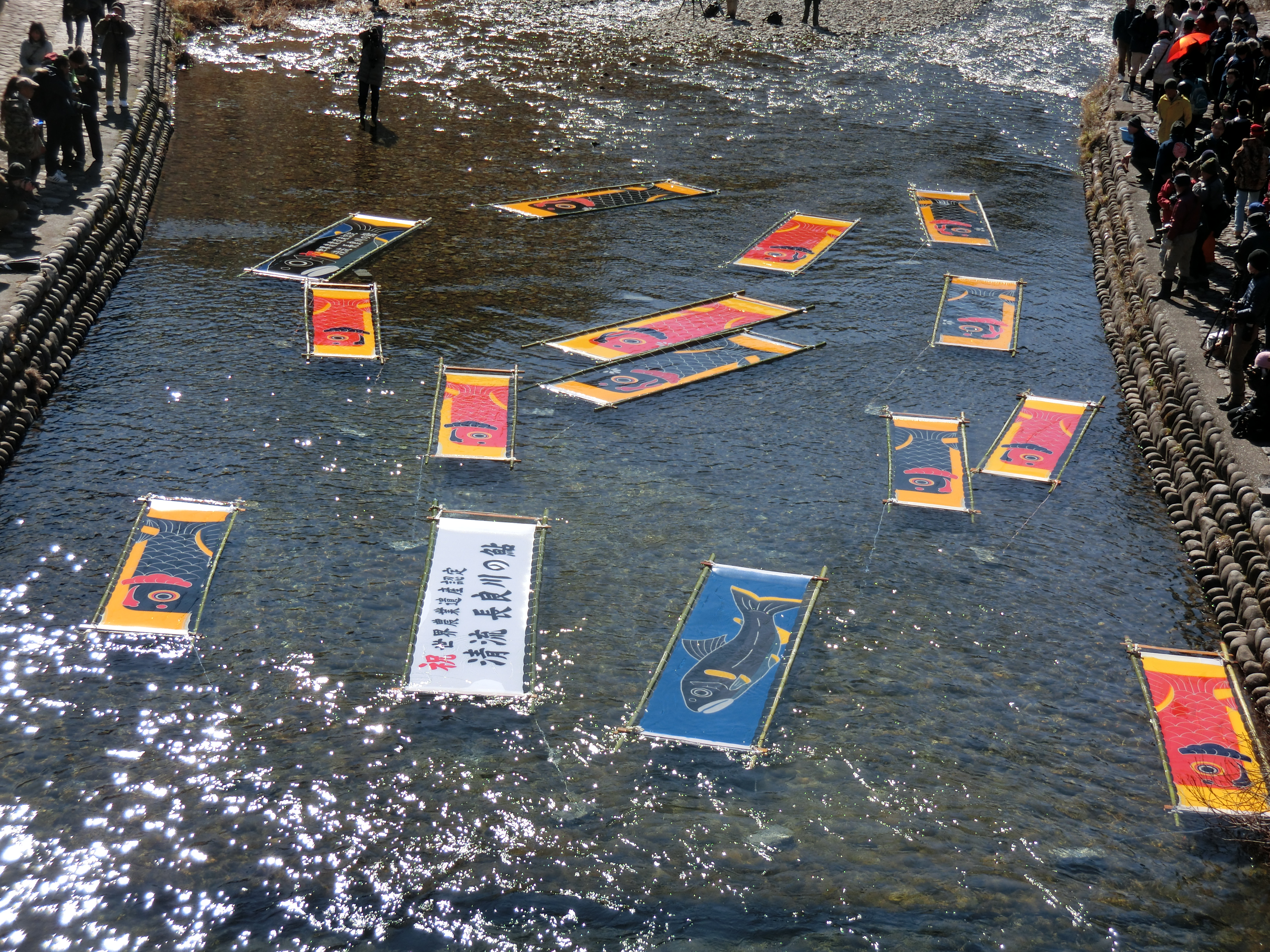
郡上本染・鯉のぼりの寒ざらし

大寒の前後、郡上本染で染められた鯉のぼりを、吉田川宮ヶ橋の上流で冷たい川の水に晒す（寒ざらし）。冬の風物詩である。

### 吉田川の飛び込み
吉田川の飛び込み（ジャンプ）は、吉田川にかかる新橋（郡上市八幡町島谷）の欄干から飛び込む、夏の風物である。1996年（平成8年）6月、吉田川の川遊びとして、環境庁（現環境省）により、残したい日本の音風景100選に選ばれた。
元々は、地元の小中学校、高校生が吉田川で川遊びをする際、近くの岩場から川への飛び込みをしたのが始まりというが、いつの頃からは不明である。その中から、度胸試しで新橋の欄干（川面より高さ約12m）から吉田川へ飛び込むようになった。新橋からの飛び込みは地元の子供たちにとって栄誉なことであり、下級生には憧れの的である。子供たちにはルールがあり、初めて飛び込む子供には、必ず上級生が付き添い、危険のないようにしているという。やがて、地元の子供のみならず、地元以外の人も飛び込むようになり、全国的に有名なものとなった。
吉田川変装ジャンプコンテスト
1990年頃から、この吉田川の飛び込みを利用したイベントとして、「清流吉田川ジャンプコンテスト」が開催された。後年「吉田川変装ジャンプコンテスト」として、毎年7月下旬～8月上旬頃に、「清流吉田川カッパまつり」の中で開催されていたが、飛び込みによる死者が出たため、2006年を最後に行われていない。そのイベントは、様々な仮装をした参加者が新橋の欄干から飛び込み、そのユニークさを競うイベントである。基本的にはどんな仮装でも自由であるが、安全に飛び込めること、手に物を持たないことが条件である。直径2mの円内に飛び込まないと、減点対象となる。
飛び込みでの問題点
近年は地元の人々でなく、岐阜県内外の人々も飛び込みを行なっている。それに伴い、事故も発生している。2003年（平成15年）7月31日に愛知県江南市の男子高校生が飛び込みをし、溺れて亡くなり、さらに2005年（平成17年）11月10日には東京都の多摩美術大学の女子大生が、自主映画の為にカメラ撮影をしながら飛び込みをし、亡くなっている。必ずしも安全とは言い切れないため、細心の注意が必要である。

## ギャラリー

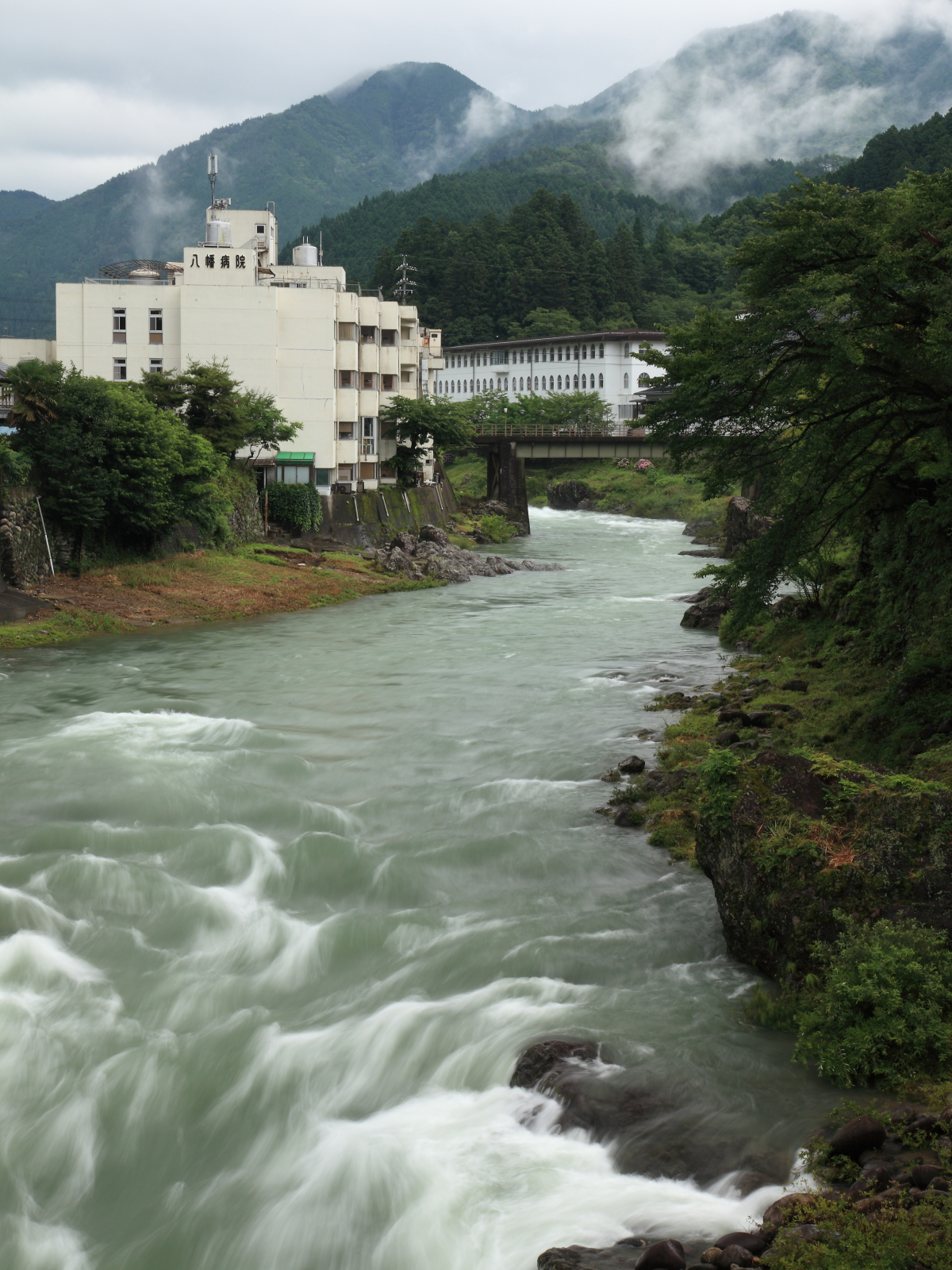
2012年撮影